# Maršov
Maršov är en ort i Tjeckien.   Den ligger i regionen Södra Mähren, i den sydöstra delen av landet, 170 km sydost om huvudstaden Prag. Maršov ligger 469 meter över havet och antalet invånare är 456.
Terrängen runt Maršov är platt åt sydväst, men åt nordost är den kuperad. Runt Maršov är det tätbefolkat, med 762 invånare per kvadratkilometer. Närmaste större samhälle är Kuřim, 12,5 km öster om Maršov. I omgivningarna runt Maršov växer i huvudsak blandskog.